# Dmytro Żdankow
Dmytro Serhijowycz Żdankow, ukr. Дмитро Сергійович Жданков (ur. 18 listopada 1984 w Charkowie) – ukraiński piłkarz, grający na pozycji bramkarza.

## Kariera piłkarska

### Kariera klubowa
Wychowanek klubu Metalist Charków, barwy którego bronił w juniorskich mistrzostwach Ukrainy (DJuFL). Karierę piłkarską rozpoczął 12 maja 2000 w składzie Metalist-2 Charków. Potem występował w drużynie Hazowyk-ChHW Charków. Zimą 2008 powrócił do Metalista, w którym grał w drużynie rezerw, dopiero 23 lipca 2010 debiutował w Ukraińskiej Premier-lidze w meczu z Dynamem Kijów. Latem 2011 jako wolny agent przeszedł do Olimpiku Donieck. W sierpniu 2013 przeniósł się do Awanhardu Kramatorsk.

### Kariera reprezentacyjna
W latach 2002–2003 bronił barw juniorskiej reprezentacji Ukrainy.

## Sukcesy i odznaczenia

### Sukcesy klubowe
- brązowy medalista Mistrzostw Ukrainy: 2011